# チアジド

ベンゾチアジアジンの構造

最初のチアジド系利尿薬であるクロロチアジド

チアジド(Thiazide)は、高血圧や心不全、肝不全、腎不全等が原因の浮腫の治療に用いられる利尿薬の分類である。
チアジドやチアジド系利尿薬は、高血圧による死や心臓発作のリスクを減らす。この分類の利尿薬は、1950年代にメルク・アンド・カンパニーによって発見、開発され、1958年にクロロチアジドがDiurilの商標名で初めて医薬品として認可された。多くの国で、チアジドは最も安価で入手可能な高血圧治療薬である。

## 医薬としての利用

### 高血圧
高血圧の治療に関し、コクラン共同計画のシステマティック・レビューにより、以下の点が見いだされた。
- クロルタリドンは、収縮期及び拡張期の血圧を12.0/4.0 mmHg下げる。1日当たり12.5 mgから75 mgの範囲で収縮作用は服用量に依存しない。
- ヒドロクロロチアジドの効果は服用量に依存し、最大服用量の1日当たり50 mgで血圧を11/5 mmHg下げる。

チアジド及びチアジド系利尿薬は、1958年の最初の承認以来、コンスタントに用いられてきた。Moserらは、「これらは半世紀以上に渡り、高血圧治療の基本であり続けた。（中略）あらゆる医薬品の中でこのように長期に渡り治療に用いられ続けるものはほとんどなく、これはこの化合物の有効性と安全性の証しである」と述べている。
いくつかの診療ガイドラインにチアジドの使用が書かれている。米国のJNC VIIIガイドラインでは高血圧の第一選択治療として推奨されており、欧州のESC/ESHガイドラインでも推奨されている。しかし、2011年の英国国立医療技術評価機構による成人の高血圧治療に関するガイドライン(CG127)では、高血圧の第一選択薬としてカルシウム拮抗剤の使用を推奨しており、チアジド系利尿薬は、カルシウム拮抗剤が適さない場合か患者が浮腫を持つか心臓疾患の高いリスクがある時に限り用いることを勧奨した。オーストラリアでも2型糖尿病のリスクの上昇傾向のため、アンジオテンシン変換酵素阻害薬に置き換えられている。
チアジドが長期間血圧を低下させるメカニズムは完全には理解されていない。短期的には、チアジドは利尿を引き起こすことで血漿量を減少させ、心拍出量を減少させることで血圧を低下させる。しかし慢性的な使用の後は、末梢での抵抗の低下、つまり血管拡張薬として作用することで血圧を低下させる。この効果のメカニズムははっきり分かっていないが、炭酸脱水酵素の阻害または血管平滑筋細胞の脱感作によるノルエピネフリン誘導性の細胞内カルシウム濃度の上昇が考えられる。

### その他
チアジドは、尿へのカルシウムの排出も減少させ、カルシウムを含む尿路結石の予防にも役立つ。この効果は、正のカルシウムバランスや骨密度の上昇、骨粗鬆症に由来する骨折率の減少とも結びついている。十分理解されていないメカニズムにより、チアジドは骨芽細胞分化及び骨形成を直接刺激し、さらに骨粗鬆症の進行を遅らせる。
またカルシウムの保持を促進する作用により、チアジドは以下の疾患の治療にも用いられる。
- デント病
- 低カルシウム血症
- 尿路結石
- 臭化物中毒
- 腎性尿崩症

## 禁忌
禁忌には、以下のものがある。
- 低血圧
- 硫黄含有医薬品へのアレルギー
- 痛風
- 腎臓病
- リチウム塩投薬中
- 低カリウム血症
- 糖尿病

チアジドは、同じトランスポーターを競合することで尿酸の排出を減少させ、血液中の尿酸濃度を上昇させる。そのため、痛風や高尿酸血症の患者には注意が必要である。
慢性的な投与は高血糖症とも関連する。
また、チアジドは胎盤灌流を減少させ、胎児に悪影響を及ぼす可能性があるため、妊娠中は避けるべきである。

## 副作用
- 低カリウム血症 - チアジド系利尿薬は、2つの間接的なメカニズムにより血液中のカリウム濃度を減少させる。ネフロンの遠位尿細管のナトリウム塩素イオン共輸送体の阻害と集合管のNa+/K+-ATPアーゼを活性化するアルドステロンの刺激である。ナトリウム塩素イオン共輸送体の阻害により尿中のナトリウム及び塩素の濃度が上昇し、尿が集合管に達すると増加したナトリウムと塩素がNa+/K+-ATPアーゼを活性化し、尿中へのナトリウムの吸収とカリウムの排出を増加させる。チアジド系利尿薬の長期間の投与により、体内の総血液量が減る。これがレニン・アンジオテンシン・アルドステロン系を活性化させ、アルドステロンの分泌を促し、Na+/K+-ATPアーゼを活性化し、尿へのカリウムの排出量を増やす[18]。そのため、アンジオテンシン変換酵素阻害薬とチアジドを合わせて用いることで低カリウム血症を防止することができる。
- 高血糖症
- 脂質異常症
- 高尿酸血症
- 高カルシウム血症
- 低ナトリウム血症
- 低マグネシウム血症
- 低カルシウム尿症

## 作用機構
チアジド系利尿薬は、ベンゾチアジアジンに由来する。これらは、チアジド感受性のナトリウム塩素イオン共輸送体を阻害することで、遠位尿細管でのナトリウムイオンと塩化物イオンの再吸収を阻害し、高血圧を制御する。「チアジド」という言葉は、クロルタリドンやメトラゾンのように、構造的にはチアジドと関係ないが似た作用機構を示す薬剤の名前にもしばしば用いられる。これらは、チアジド系利尿薬と呼ぶ方がより適切である。
チアジド系利尿薬は、遠位尿細管でのカルシウムの再吸収も増加させる。尿細管上皮細胞のナトリウム濃度を減少させることで、チアジドは間接的に基底外側のナトリウム・カルシウム交換輸送体を活性化して細胞内のナトリウム濃度を保ちながらカルシウムの上皮細胞から腎間質への移動を促進する。これにより細胞内のカルシウム濃度は低下し、頂端膜側のカルシウムイオン選択性チャネル(TRPV5)を通って尿細管の内腔から上皮細胞内へより多くのカルシウムイオンが移動できるようになる。言い換えると、細胞内のカルシウムイオン濃度が低いと内腔からの再吸収の駆動力が強まる。
また、ナトリウムの枯渇への応答としての近位尿細管でのナトリウムとカルシウムの再吸収に関わる機構により、カルシウムイオンの再吸収が増加すると考えられている。この応答は、パラトルモンの作用の増大が原因の1つである。

## 母乳
チアジドは母乳中に移行し、母乳の出を減少させる。米国小児科学会医薬品委員会は、チアジドを'Drugs That Have Been Associated With Significant Effects on Some Nursing Infants and Should Be Given to Nursing Mothers With Caution'（幼児に大きな影響を及ぼし、授乳中の母親には注意して与えるべき医薬品）に分類している。